# الکساندر پاولوفسکی
الکساندر پاولوفسکی (روسی: Александр Анатольевич Павловский؛ ۱۴ ژوئیهٔ ۱۹۳۶ – ۴ ژوئیهٔ ۱۹۷۷) ورزشکار شمشیربازی اهل اتحاد جماهیر شوروی سوسیالیستی بود.
وی در مسابقات کشوری و بین‌المللی در مجموع برندهٔ ۱ مدال برنز شده‌است.